# Bussières (Yonne)
Bussières település Franciaországban, Yonne megyében. Lakosainak száma 114 fő (2022. január 1.). Bussières Sainte-Magnance, Beauvilliers, Rouvray, Saint-Andeux, Saint-Brancher és Saint-Léger-Vauban községekkel határos.

## Népesség
A település népességének változása:
| Lakosok száma | 134  | 129  | 125  | 124  | 122  | 119  | 117  | 114  |
|               | 2013 | 2015 | 2017 | 2018 | 2019 | 2020 | 2021 | 2022 |